# Mariana Codruț
Mariana Codruț est une écrivaine roumaine, née le 1er novembre 1956 à Prisacani en Roumanie.

## Poèmes
- Măceșul din magazia de lemne, Junimea, 1982
- Schiță de autoportret, Junimea, 1986
- Tabieturile nopții de vară, Cartea Românească, 1989
- Existență acută, Cartea Românească, 1994
- Blanc, Vinea, 2000
- Ultima patrie, Paralela 45, 2007
- Areal, Paralela 45, 2011

## Romans
- Casa cu storuri galbene, Polirom, 1997
- Nudul Dianei, Polirom, 2007

## Nouvelles
- Ul Baboi și alte povestiri, Polirom, 2004

## Essai
- Românul imparțial, Dacia, 2011

## Anthologies
- Cartea roz a comunismului (Versus, 2004, ed. Gabriel H. Decuble).
- Tovarășe de drum. Experiența feminină în comunism, Polirom, 2008, ed. Dan Lungu, Radu Pavel Gheo ; traduit en italien : Compagne di viaggio, (Sandro Teti editore, Roma, 2011, trad. Mauro Barindi, Anita Nastacia Bernacchia, Maria Luisa Lombardo)